# 옥천동 (강릉시)
옥천동(玉泉洞)은 대한민국 강원특별자치도 강릉시의 행정동이다.

## 개요
옥천동은 상업중심지역으로 공공기관, 금융·보험업체 및 의료기관이 밀집된 지역이다. 전통문화재 보존지역으로 역사적 가치가 있는 문화재가 다수 있으며, 교육 및 주거환경이 잘 정비된 살기 좋은 시가지 중심지역이다.

## 법정동
- 옥천동

## 교육
- 옥천초등학교
- 강릉여자고등학교

## 문화재
- 보진당
- 효자리비
- 수문리 당간지주
- 옥천동 은행나무
- 대청리 당간지주